# عبد الكريم بن أبي العوجاء
عبد الكريم بن أبي العوجاء وهو من بني عمرو بن ثعلبة بن عامر بن ذهل بن ثعلبة ومن أوائل الزنادقة والملحدين في تاريخ الإسلام، وله مناظرة مع الإمام جعفر الصادق حول إثبات وجود الله. كذب على الرسول محمد في ما يَقرُب 4000 حديث تم ضبطهم من قبل العلماء.
وكان ‌عبد ‌الكريم ‌ابن ‌أبي ‌العوجاء خال معن بن زائدة في السر على دين المانوية وكان يقول بالتناسخ وكان في الظاهر ينتسب إلى القدرية، والمشهور بالحادثة التي وقعت بينه وبين المفضل بن عمر الجعفي داخل المسجد النبوي التي سببت في تأليف كتاب توحيد المفضل الذي املاه عليه الإمام جعفر الصادق، أمر بقتله أبو جعفر محمد بن سليمان الهاشمي فصلب.